# Callophrys johnsoni
Callophrys johnsoni is een vlinder uit de familie van de Lycaenidae. De wetenschappelijke naam van de soort werd als Thecla johnsoni in 1904 gepubliceerd door Skinner.